# Troilo

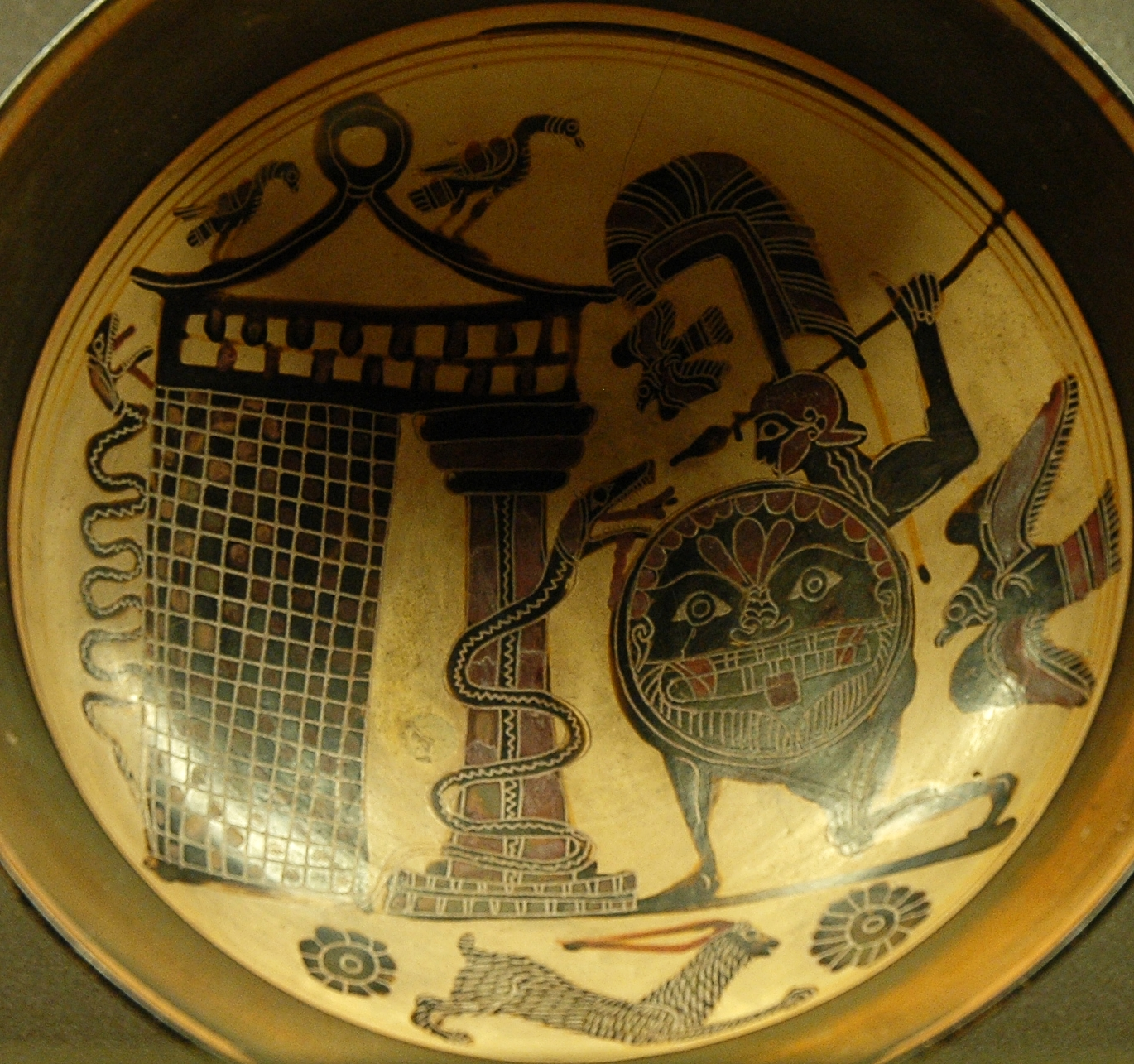
Aquiles aguarda emboscado a Troilo. Detalle de una copa laconia de figuras negras. Ca. 550-540 a. C., Museo del Louvre).

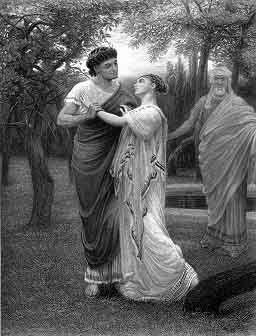
Troilo y Crésida en los jardines de Pándaro, por Valentine Walter Bromley.

Troilo (en griego antiguo Τρωίλος Troilos, en latín Troilus) es un personaje legendario que aparece en los relatos de la Guerra de Troya al menos desde la época homérica. En la mitología clásica es un joven príncipe troyano, hijo de Príamo (o en algunas fuentes de Apolo) y Hécuba. Su destino fue ligado por una profecía al de la ciudad, por lo que Aquiles le tendió una emboscada y lo mató. Dares Frigio lo describe como «corpulento, muy hermoso, valiente para su edad, fuerte y ambicioso de la virtud».
En las versiones medievales y renacentistas de la leyenda, Troilo es el menor de los cinco hijos legítimos de Príamo con Hécuba, lo suficientemente mayor como para ser uno de los principales jefes de los troyanos en la batalla. En un añadido popular a su historia originario del siglo XII, Troilo se enamoraba de Crésida, cuyo padre había desertado del bando griego. Crésida le prometía su amor, pero cuando es enviada por su padre a un intercambio de rehenes, sus sentimientos cambian pronto hacia el héroe griego Diomedes. Tanto Chaucer como Shakespeare se encuentran entre los autores que escribieron obras sobre este tema.
Tras el siglo XVII, Troilo perdió importancia como personaje literario. Sin embargo, ha reaparecido en versiones de la guerra de Troya escritas en los siglos XX y XXI.

## La historia de Troilo en la Antigüedad
Aunque es solo un episodio de un relato que abarca varias décadas, la muerte de Troilo tiene un papel estructural dentro del ciclo troyano de ocho poemas de la época arcaica griega que juntos narran la leyenda de la guerra de Troya. El destino de Troilo presagia las subsiguientes muertes de su asesino, Aquiles, su sobrino Astianacte y su hermana Políxena. La importancia simbólica adicional del personaje queda en evidencia con el análisis lingüístico de su nombre griego, «Troilo», que puede interpretarse como una elisión de los nombres «Tros» e «Ilo» (que fueron los legendarios fundadores de Troya), como un hipocorístico (‘pequeño Tros’), o incluso como procedente de «Troië» (‘Troya’) y del verbo «lyö» (‘destruir’). Sea cual sea la auténtica etimología, los antiguos griegos habrían visto estas múltiples posibilidades como acentuadoras del vínculo profético entre los destinos de Troilo y de la ciudad en la que vivió.
No se conserva ninguna fuente antigua que recoja la historia completa de Troilo tal como existió en los periodos arcaico y clásico de la antigua Grecia. La mayoría de las fuentes literarias prehelénicas que aluden al personaje y todas las que incluían un relato detallado se han perdido o sobreviven solo en fragmentos o resúmenes. Las fuentes escritas posteriores se contradicen a menudo entre sí y no siempre coinciden con la forma que los investigadores modernos creen que el mito habría tenido en tiempos anteriores.

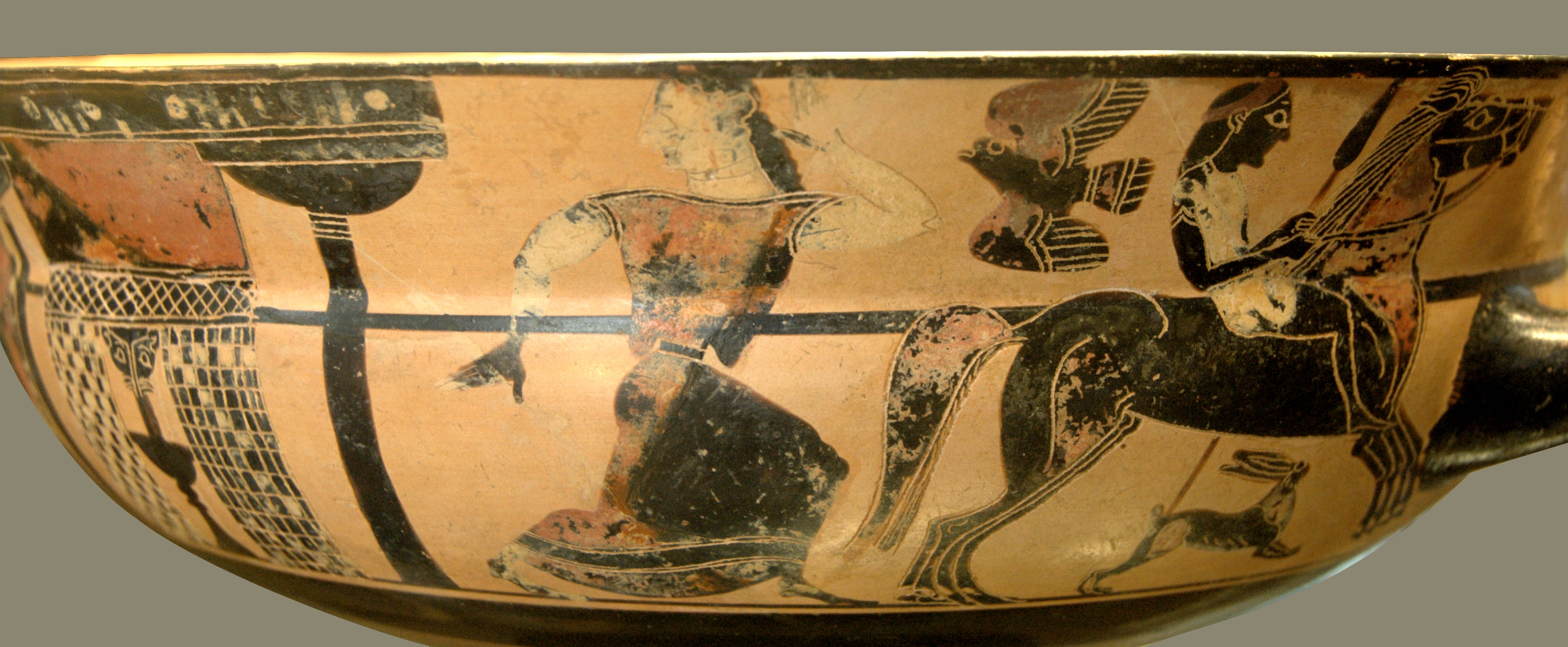
Troilo y Políxena huyen de la emboscada de Aquiles. Kílix ática de figuras negras, c. 570-565 a. C., Museo del Louvre (CA 6113). Adviértase que hay dos caballos muy juntos, como resulta evidente al examinar las patas.

La historia de las circunstancias de la muerte de Troilo fue sin embargo un tema popular entre los antiguos pintores de cerámica y otros artistas plásticos de los periodos arcaicos y clásico. Las dos principales referencias académicas al respecto han analizado tanto las fuentes literarias como las pictóricas para lograr comprender la historia de Troilo y las variantes que existieron en la época antigua.

### El mito estándar: Troilo asesinado
Troilo era un muchacho o efebo, hijo de Hécuba, reina de Troya. Debido a su excepcional belleza se creía que era hijo de Apolo en lugar del marido de Hécuba, Príamo, si bien este lo trataba con cariño.
Las profecías ataban el destino de Troilo al de la propia Troya. Así, poco después de iniciada la guerra, Aquiles fue animado por Atenea a cazar al muchacho. El joven príncipe solía montar a caballo, así que Aquiles emboscó a Troilo y a su hermana Políxena en una fuente cerca del templo de Apolo en Timbra, una región justo a las afueras de Troya. Aquiles quedó asombrado por la belleza de los dos jóvenes troyanos, quienes huyeron. Fue Troilo a quien Aquiles el de los pies veloces logró atrapar, bajándole de su caballo por el pelo.
De alguna forma Troilo logró escapar de Aquiles y huyó al interior del templo. Pero el guerrero lo siguió hasta allí, matándole con su espada y mutilando el cuerpo antes de que pudiese llegar ayuda alguna. El dolor de los troyanos por la muerte de Troilo fue enorme. Más tarde Apolo se vengaría del asesino.

### Arte antiguo y fuentes gráficas

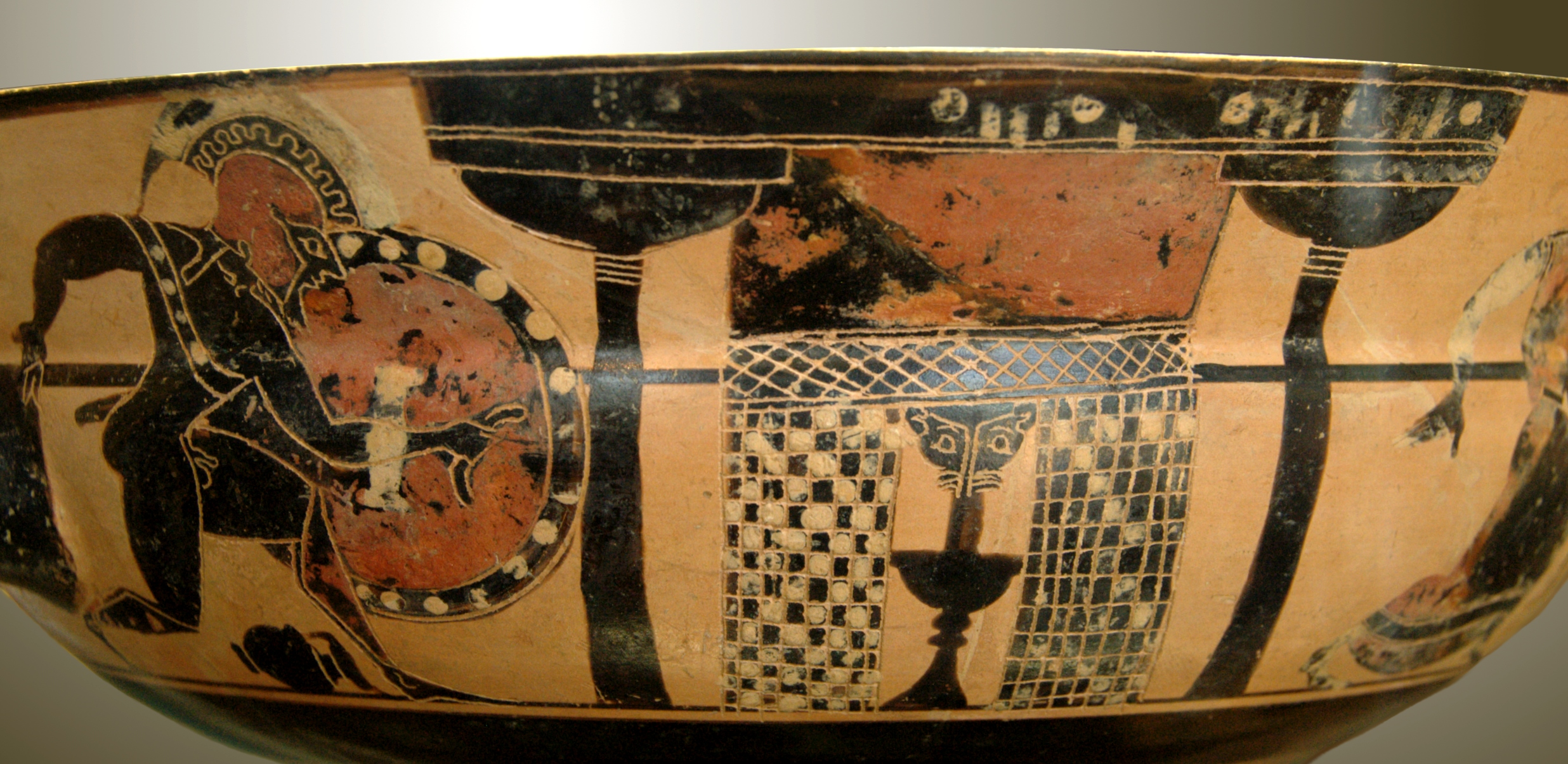
Aquiles presto a perseguir a Troilo y Políxena. Kílix ática de figuras negras, c. 570-565 a. C., Museo del Louvre (CA 6113). El otro lado de este vaso mostrando la huida de los troyanos se muestra más arriba.

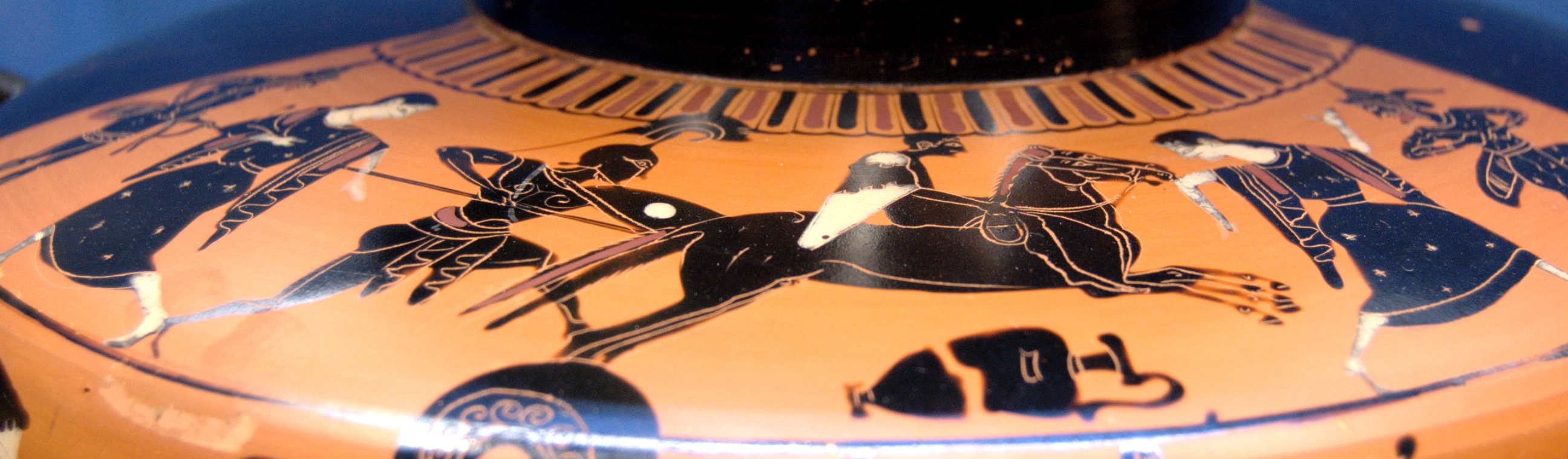
Aquiles persiguiendo a Troilo. Hidria ática de figuras negras, c. 510 a. C., Staatliche Antikensammlungen (Inv. 1722).

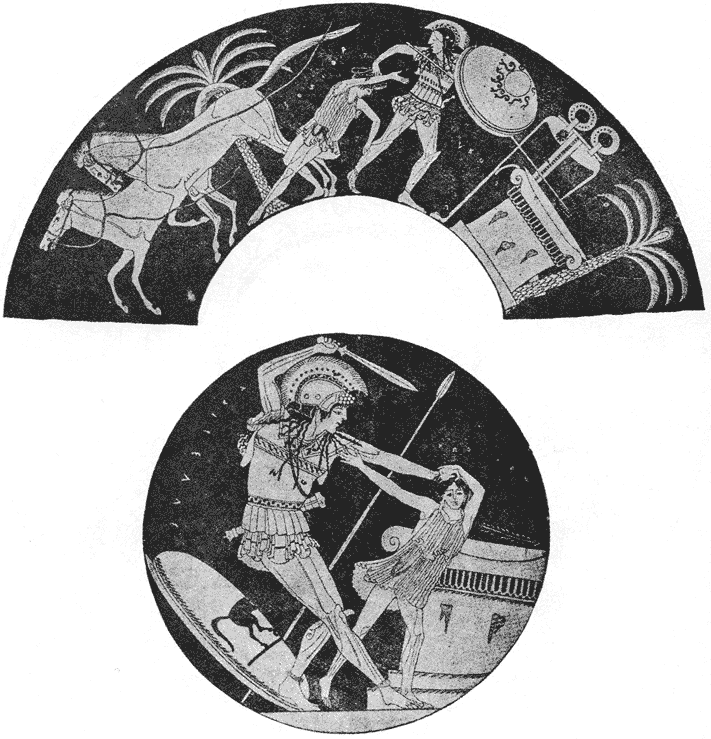
Aquiles a punto a decapitar a Troilo en el altar. Kylix de figuras blancas firmada por Eufronio (actualmente en Perugia). Adviértase el uso de los tamaños de los personajes para enfatizar la brutalidad del asesinato.

#### La historia de Troilo y Crésida

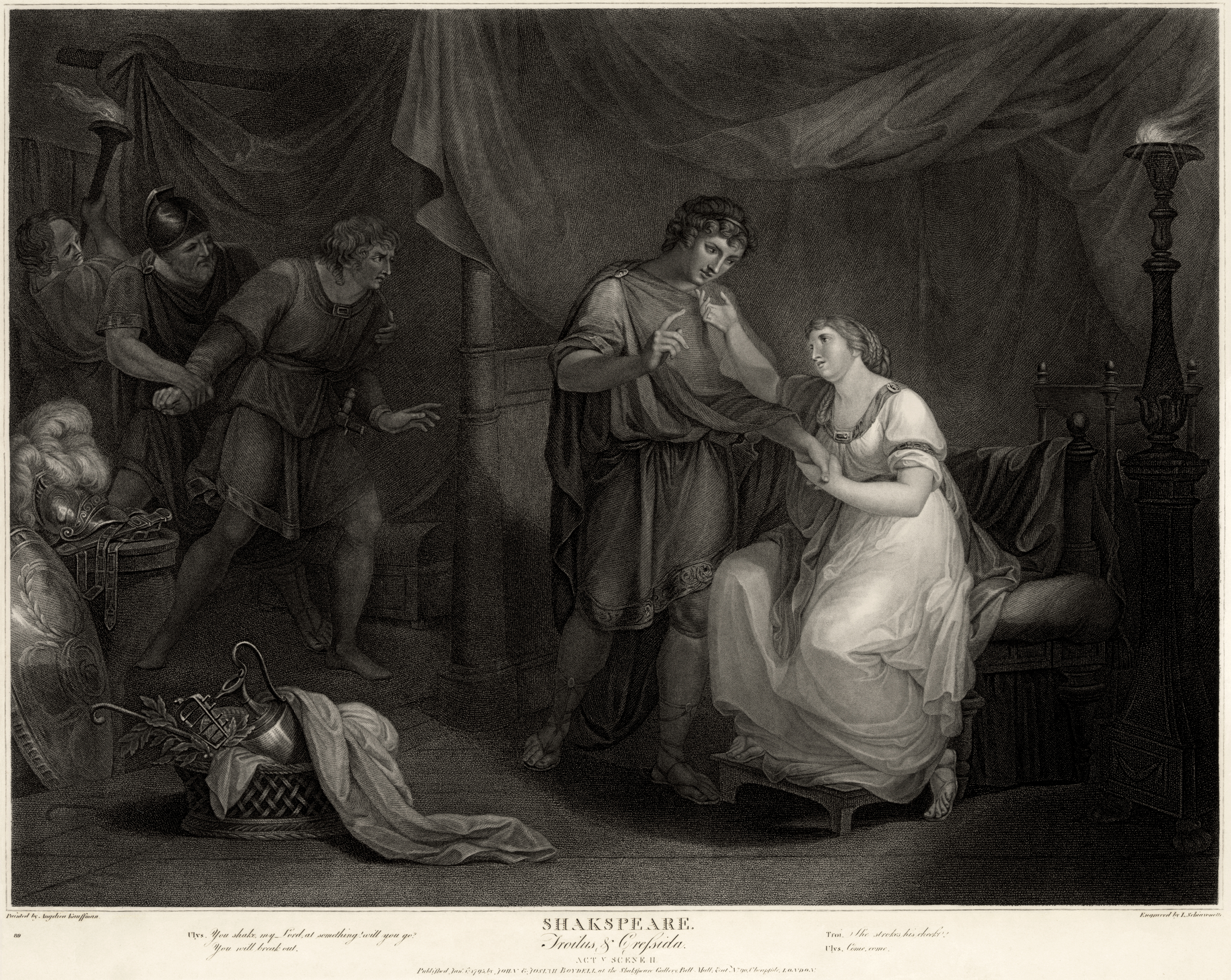
Una escena de Troilo y Crésida, por Angelica Kauffmann.